# Jüdischer Friedhof (Mehlingen)
Der Jüdische Friedhof Mehlingen ist ein Jüdischer Friedhof in Mehlingen, einer Ortsgemeinde der Verbandsgemeinde Enkenbach-Alsenborn im rheinland-pfälzischen Landkreis Kaiserslautern.

## Beschreibung
Der Friedhof liegt westlich von Mehlingen, etwa 200 Meter westlich der A 63 am nordöstlichen Rand der Mehlinger Heide. Er ist ein Kulturdenkmal. Auf dem 1.710 m² großen Friedhof befinden sich 194 Grabsteine.

## Geschichte
Der um 1800 angelegte „neue“ Friedhof war Verbandsfriedhof für die jüdischen Gemeinden in Otterberg, Mehlingen, Sembach, Frankenstein und Kaiserslautern. Die Grabsteine stammen überwiegend aus dem 19. Jahrhundert.
In der NS-Zeit und auch schon vorher wurde der Friedhof mehrfach geschändet. Schließlich wurde er fast völlig zerstört, danach aber wiederhergestellt. Später wurde er bei Manövern auf dem ehemaligen Standortübungsplatz erneut schwer beschädigt. Die Gemeinde hat ihn aber inzwischen wieder hergerichtet und mit einem Zaun umgeben.
Von dem Alten jüdischen Friedhof, der vermutlich um die Mitte des 18. Jahrhunderts im Bereich „Obere Kinkel“ angelegt wurde, existieren keine Grabsteine mehr. Dieser Friedhof wurde bei der Anlage des US-Militärflugplatzes eingeebnet.